# طوكيو (لا كاسا دي بابيل)
طوكيو (سيلين أوليفيرا) هي شخصية خيالية في مسلسل نتفليكس لا كاسا دي بابيل قامت بدور الشخصية أورسولا كوربيروهي بطلة المسلسل بحكم الأمر الواقع وكذلك هي راو غير موثوق. طوكيو هي لصة هاربة أكتشفها البروفيسور وأشركها في عملية السطو.